# Бенкин, Самуил Иосифович
Самуи́л Ио́сифович Бе́нкин (1899—1938) — советский профсоюзый и партийный деятель, первый секретарь Ставропольского райкома ВКП(б) Средневолжского края.

## Биография
Родился в Гомеле в 1899 году. Трудовую карьеру начал подмастерьем в булочной. В 1919 году вступил в РКП(б), сражался на фронтах Гражданской войны. В 1921—1922 годах был секретарём Гомельского городского союза пищевиков, окончил совпартшколу, возглавлял профбюро Новозыбковского уезда, был председателем Брянского городского комитета Союза химиков (1927—1928). Был избран членом ЦК Союза работников химической промышленности.
В конце 1920-х старшим инспектором труда по Сызранскому округу, председателем профсовета работников химической промышленности.

## Партийная работа
В 1931 году был избран ответственным секретарём Ставропольского райкома ВКП(б). Под управлением Бекина Ставропольский райком партии активно участвовал в посевной и уборочная кампаниях в районе в 1932 году. Так 18 апреля 1932 года по вопросу о развертывании полевых работ на бюро было принято решение: «Решительно развернуть сев по грязи. Всякие тенденции затормозить или саботировать этот сев, рассматривать как стремление сорвать выполнение серьезнейшей директивы крайкома в борьбе за урожайность и сроки сева».
В передовице местной районной газеты «Большевистская трибуна» прозвучал призыв Бенкина «Комсомольцы и коммунисты — на поля!». Через две недели вышла статья с новым призывом бюро ВКП(б) «Сломать оппортунистические барьеры в работе тракторов. Взять в севе боевые темпы. Сев ранних колосовых закончить к 1 мая». Бенкин добивался беспрерывной работы в весеннюю посевную, не исключая пасхальных дней, инициировал подписание договора о соцсоревновании между колхозами «Пятилетка в 4 года» и сельхозартелями «имени Хатаевича» и «Дружба».
Кроме агитации бюро ВКП(б) занималось и взысканиями: 10 председателей колхозов получили выговоры за срыв посевной. В своем выступлении на районном радио Самуил Бенкин отметил, что: «За черепашьи темпы сева наш район занесен на чёрную доску» и призывал «Решительно повысить темпы сева — смыть позорное пятно».
Самуил Бенкин, хороший оратор, пользовался у ставропольчан уважением. Он был избран делегатом на третью краевую партконференцию.
Уборочная компания 1932 года оказалась на грани срыва из-за затянувшихся дождей: техника не могла заехать на поля. Бюро ВКП(б) развернуло работу по сборку урожая: требовало от колхозов обеспечить уборку 15 % площадей ежедневно с помощью ручного труда, приказывало организовать школьников на сбор колосьев, наладить охрану токов, авансировать хлеб по трудодням, организовать выдачу хлеба ударникам из «красного амбара», развернуть партийно-массовую работу в бригадах.
Помимо районных вопросов Бенкин занимался и общегосударственными. В начале 1930-х годов развернулись масштабные исследования Волги от Ставрополя до Самары, где предполагалось построить гидроэлектростанцию, а бюро ВКП(б) Ставропольского района обеспечивало специалистов «Волгостроя» рабочими и жилыми помещениями, рабочей силой, строительными материалами, а также транспортом. Из Ставропольского авиаотряда выделялись самолёты для проведения топографической съемки, для проведения подводных съемок выделялись плавсредства, а в самом Ставрополе размещались геологические экспедиции комитета сооружений ВСНХ и Центрогидростроя.
В 1933 году Самуил Бенкин стал секретарём Кувандыкского райкома ВКП(б) Оренбургской области. В 1934 году он был делегатом XVII съезда ВКП(б).

## Репрессии
В годы «большого террора» секретарь ЦК ВКП(б) А. А. Жданов посетил Пленум Оренбургского обкома ВКП(б), посвященный вопросу «О подрывной работе врагов народа в Оренбургской организации». По результатам было распущено бюро Оренбургского обкома, а все его члены объявлены «матёрыми бандитами, врагами народа». Врагами народа были объявлены секретари Оренбургского обкома ВКП(б) и секретари райкомов партии. Также к врагам народа были причислены заведующие секторами, многие инструкторы и т.д. Из 55 секретарей горкома и райкома 28 разоблачили как «врагов народа», в том числе был арестован и Самуил Бенкин, 29 января 1938 года приговоренный к высшей мере наказания. Он был расстрелян в декабре 1938 года.
Был реабилитирован в мае 1957 года.

## Семья
Был женат, воспитывал двоих сыновей. В ноябре 1937 года сыновья арестованного Бенкина сбежали из комнаты милиции, без документов добрались в Ярославль к родным. В дальнейшем, Владимир Самуилович Бенкин вернулся в Ставрополь, где проработал до конца жизни врачом в местной больнице, был известным альпинистом.